# 火成堆積岩

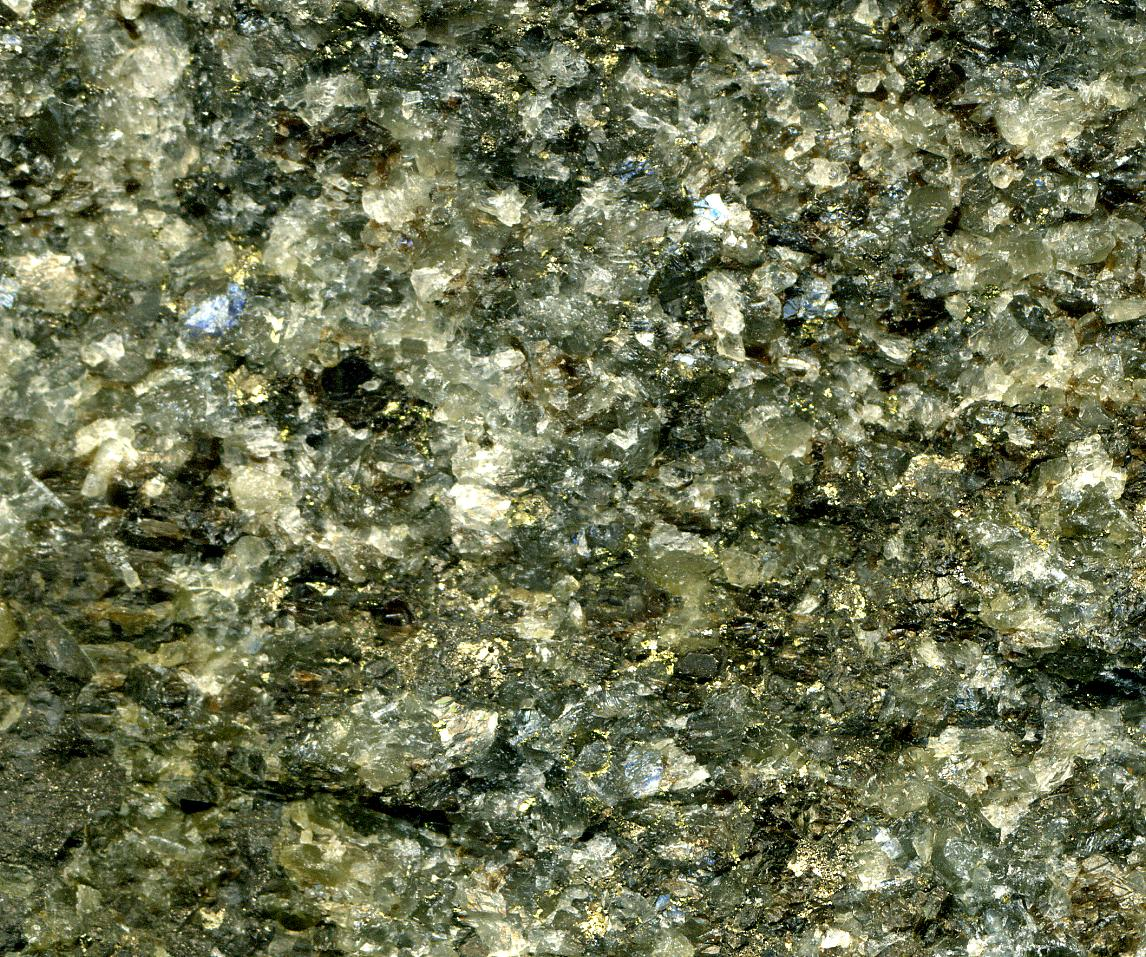
一塊火成堆積岩的近觀，產地：Montana。比例45 公分橫量

火成堆積岩（英語：cumulate rock）是由岩漿中的晶體通過沉降或漂浮積聚而成的火成岩。火成堆積岩以其紋理命名；晶體積聚的紋理可以推論它們形成條件。火成堆積岩可以堆積在其他不同成分和顏色的火成堆積岩之上，造成火成堆積岩具有層狀或帶狀的外觀。
火成堆積岩的固體晶體從岩漿室經過分離結晶過程中沉澱出來后。 通常發生在岩漿房的底部堆積，但鈣長石，斜長石比較輕，能夠漂浮在比較緻密的鎂鐵質熔體頂部堆積。
火成堆積岩通常可在下列岩體中找到：超鎂鐵質侵入岩、大型超鎂鐵質熔岩管的底部，科馬提岩，富含鎂的玄武岩熔岩流，以及花崗岩侵入岩。

## 命名
火成堆積岩是根據它們的主要礦物學以及晶體和基質的百分比命名的
全級火成堆積岩（Adcumulates）是在岩石中有100–93% 的晶體。
中級火成堆積岩（Mesocumulates）是在地層中積累了93%-85%的岩漿晶體。
正級火成堆積岩（Orthocumulates）是在地層中含有85%-75%的岩漿晶體。
火成堆積岩可按礦物命名如下：斜長石-輝石及副配橄欖石全級火成堆積岩：具有50%斜長石、40%輝石、5%橄欖石和5%基體
橄欖石中級火成堆積岩：具有80%橄欖石、5%磁鐵礦和15%基體。
若侵入岩具均勻成分，但有極小紋理和礦物分層現象，根據慣例，用火成堆積岩命名它們是不合適的。

## 地球化學
火成堆積岩是母岩漿經過分離結晶后的產物，是不能用來推斷母岩漿的成分。但火成堆積岩本身的化學成分可以推斷殘餘熔體的成分。

#### 化學
火成堆積岩化學性質可以推斷形成它的熔體的溫度、壓力和化學性質，但需要知道熔體已經沉澱礦物的種類，和其化學性質 。例如，一個玄武岩成分的岩漿已經沉澱出鈣長石，斜長石和頑輝石組成的火成堆積岩，原岩漿因爲沉澱出這些礦物的元素而改變成分。例如鈣長石（一種鈣鋁長石）的沉澱會從原岩漿中去除鈣，從而使原岩漿中鈣變得少。從原岩漿中沉澱出的頑火輝石會去除鎂，因此原岩漿中這些元素會變得少。而增加其他元素（例如鈉、鉀、鈦和鐵）的相對濃度。
可見，火成堆積岩的形成對殘餘岩漿成分的影響，是根據結晶出礦物的組成及數量。在自然界中，火成堆積岩通常由 2 種礦物種類形成，但也有 1 到 4 種礦物種類。若由一種礦物形成的火成堆積岩通常以該礦物命名，例如含99%磁鐵礦的火成堆積岩被稱為磁鐵礦岩（magnetitite）。例如在格陵蘭島的Skaergaard侵入岩。有一個2500米厚的層狀侵入岩，具明顯的礦物分層。其由底部到頂部變化如下：
斜長石中鈣長石含量從66%減到30% 。
CaO由10.5%減至5.1%；Na2O+K2O由2.3%增至5.9%。
橄欖石中的鎂橄欖石由57%減到0% 。
MgO由11.6%增至1.7%；FeO由9.3%增至22.7% 
Skaergaard是一種從一個封閉的岩漿室結晶而成的火成堆積岩。